# 打上順子
打上 順子（うちがみ じゅんこ、1971年〈昭和46年〉1月7日- ）は、日本の女性アナウンサーである。元長崎文化放送アナウンサー。

## 人物
大阪府大阪市生まれ。樟蔭中学校・高等学校、大阪樟蔭女子大学学芸学部英米文学科卒業。
大学卒業後の1993年（平成5年）、長崎文化放送にアナウンサーとして入社。アナウンサー兼ディレクターとして報道制作局に配属され、同局の開局当初からの看板番組 『いい朝NCC 』（2007年3月終了）のキャスター・リポーター・ディレクターとして同番組に携わった。また、ニュース番組 『nccニュース』や、『おかあさんの詩』などを担当した。
退社後はフリーアナウンサーとなり、東京で、TBSやテレビ朝日などのリポーター（報道系リポーター）、キャスター、報道番組のナレーターなどとして活動している。

## 出演作品

### 現在
- NTV「NEWS ZERO」レギュラーニュースナレーター（月・水・金）

### 過去
- 長崎文化放送「いい朝NCC」
- TBS「きょう発プラス!」事件リポーター。
- テレビ朝日「サンデースクランブル」報道リポーター。
- テレビ朝日「ワイド!スクランブル」事件リポーター。
- TBS「おはよう!グッデイ」事件リポーター。
- TBS「ジャスト」中継リポーター。
- テレビ東京「朝はビタミン」リポーター。
- TBS「報道特番・今そこにある危機~阪神大震災から10年」リポーター。
- インターネットテレビインプレスTVMC。
- JT「JAZZ IN TOKYO」MC。
- 演劇集団キャラメルボックス「キャラメルボックススクランブル」MC。
- 東京国際映画祭　日本シネマクラシックMC　他
- TBS「2時っチャオ!」事件リポーター。
- TBS「ひるおび!」事件リポーター